# Musikhögskola
En musikhögskola är en institution för yrkesutbildning i olika musikrelaterade yrken. Vid musikhögskolor utbildas bland annat musiklärare, musiker, kyrkomusiker, tonsättare och dirigenter. I många länder används namn med konservatorium eller akademi för motsvarande institutioner.

## I olika länder

### Sverige
I Sverige finns musikhögskolor på sju orter. I Stockholm, Göteborg och Malmö sker utbildning till musiker, kyrkomusiker och musiklärare. På musikhögskolan i Piteå utbildas kyrkomusiker, musiklärare och ljudingenjörer. På Brunnsviks Enskilda musikhögskola (BEMU) i Borlänge utbildas studenter i musikskapande. Musikhögskolorna i Arvika (Ingesund) och Örebro genomför utbildning till musiklärare.
Forskning och utbildning av forskare på det musikaliska området förekommer på alla ovannämnda högskolor utom i Arvika.

### Andra länder
I USA bedrives musikrelaterad utbildning i första hand vid landets universitet.